# Letecká základna Bagrám
Letecká základna Bagrám (anglicky: Bagram Air Base, v americké armádě též Bagram Airfield; ICAO: OAIX) je velká vojenská základna a letiště v Afghánistánu, nacházející se u města Bagrám, zhruba 47 kilometrů severně od Kábulu. První zdejší ranvej byla postavena v roce 1976 a samotná základna hrála významnou úlohu při sovětské invazi do Afghánistánu (1979–1989). Za sovětské správy zde byly dislokovány jednotky: 345. gardový samostatný výsadkový pluk, 368. bitevní letecký pluk a 108. motostřelecká divize. Od roku 2001, po Američany vedené invazi, používaly základnu koaliční jednotky. Na základně byl umístěný 5. a 6. letecký prapor armády Spojených států spolu s 455. leteckým expedičním křídlem letectva Spojených států a dalšími jednotkami americké armády, námořnictva, námořní pěchoty a jednotkami koaličních partnerů, zúčastňujících se bojových operací v Afghánistánu v rámci mise ISAF. V areálu základny se nacházejí dvě ranveje o délce 3003 a 3500 metrů. Letiště se nachází v nadmořské výšce 1492 metrů nad mořem.

## Popis
Často je označována jako Letecká základna Bagram, ale protože jejím velitelem je brigádní generál (pozemního vojska a ne letectva), je podle amerických vojenských předpisů armádním letištěm. Na letecké základně Bagram byl umístěn 5. a 6. letecký prapor armády Spojených států spolu se 455. leteckým expedičním křídlem letectva Spojených států a dalšími jednotkami americké armády, námořnictva, námořní pěchoty a jednotkami koaličních partnerů účastnících se bojových operací v Afghánistánu v rámci mise Resolute Support.

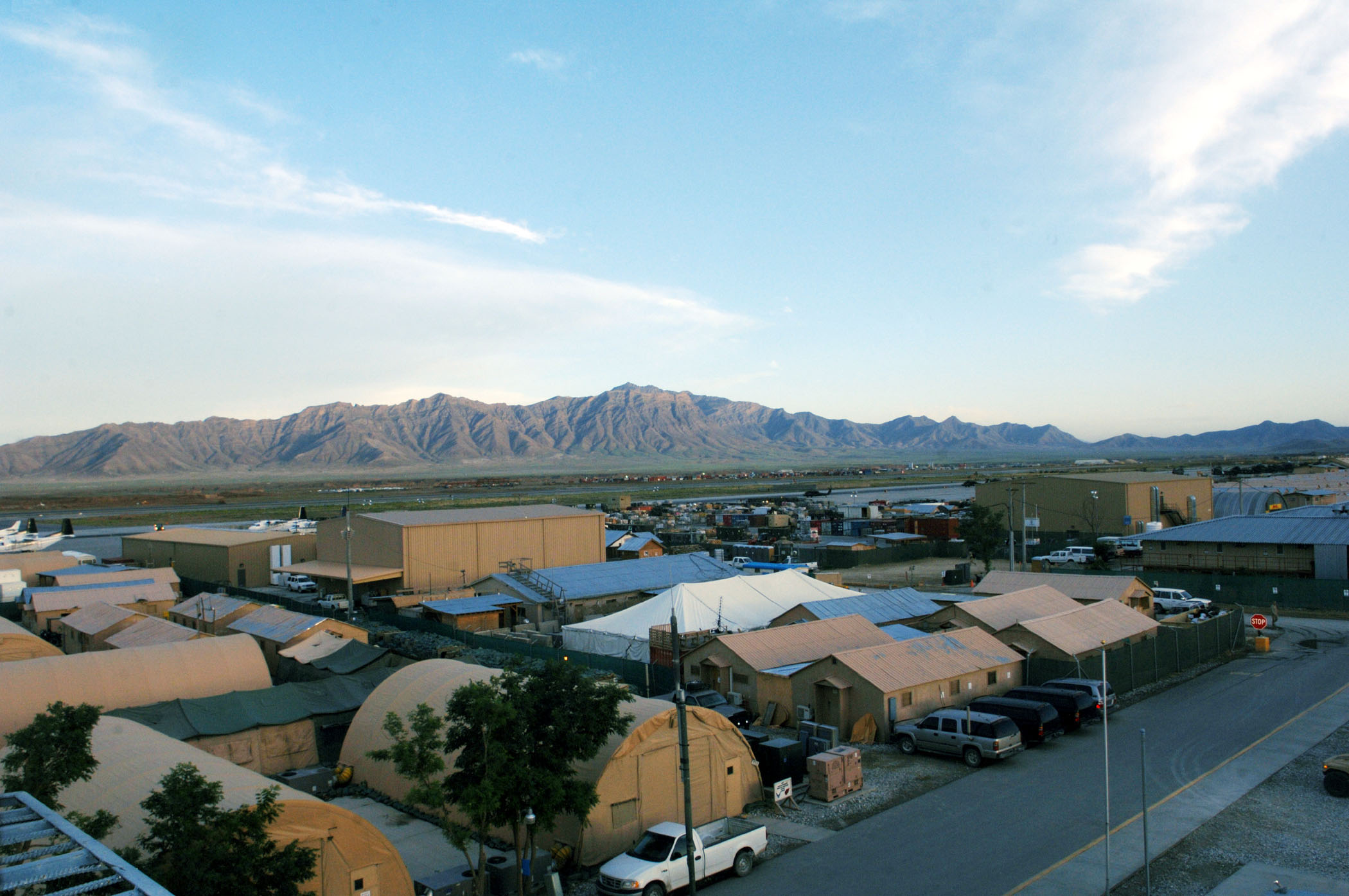
Letecká základna Bagram

Na letišti Bagram jsou tři velké hangáry, kontrolní věž a značný počet dalších budov. Příjezdové rampy na ranvej zabírají plochu více než 32 akrů (130 000 m²), přičemž letadla jsou umístěna celkem na pěti leteckých parkovištích s více než 110 opevněnými parkovacími místy pro letadla. Značný počet budov postavených sovětskou armádou během okupace byl v následujících letech zničen v bojích mezi různými afghánskými frakcemi po odchodu Sovětů. V současnosti se nové kancelářské budovy a kasárna pro mužstvo pomalu znovu staví. Na základně se nachází i Bagram Theater Internment Facility, internační tábor pro zajaté bojovníky Talibanu a osoby podezřelé z terorismu.
ICAO kód letiště Bagram je OAIX, letiště se nachází v nadmořské výšce 1 500 metrů. Letiště mělo jednu 3 003 metrů dlouhou ranvej vybudovanou v roce 1976. Nová, 3 602 metrů dlouhá ranvej v ceně 68 milionů USD byla postavena a dokončena americkou armádou koncem roku 2006. Nová ranvej je o 600 metrů delší a o 30 cm silnější než první, což umožňuje letecké základně Bagram přijímat i největší letadla jako například C-5 Galaxy, C-17 Globemaster III nebo Boeing 747.
Samotná letecká základna se nachází vysoko v horách, kde teploty klesají až na -20 °C. Z důvodu vysoké nadmořské výšky a sněhových bouří mají komerční letadla potíže s přistáním na základně, přičemž starší letadla často spoléhají na zkušené posádky schopné přistát v těchto těžkých povětrnostních podmínkách.

## Dějiny základny

### Sovětská okupace Afghánistánu

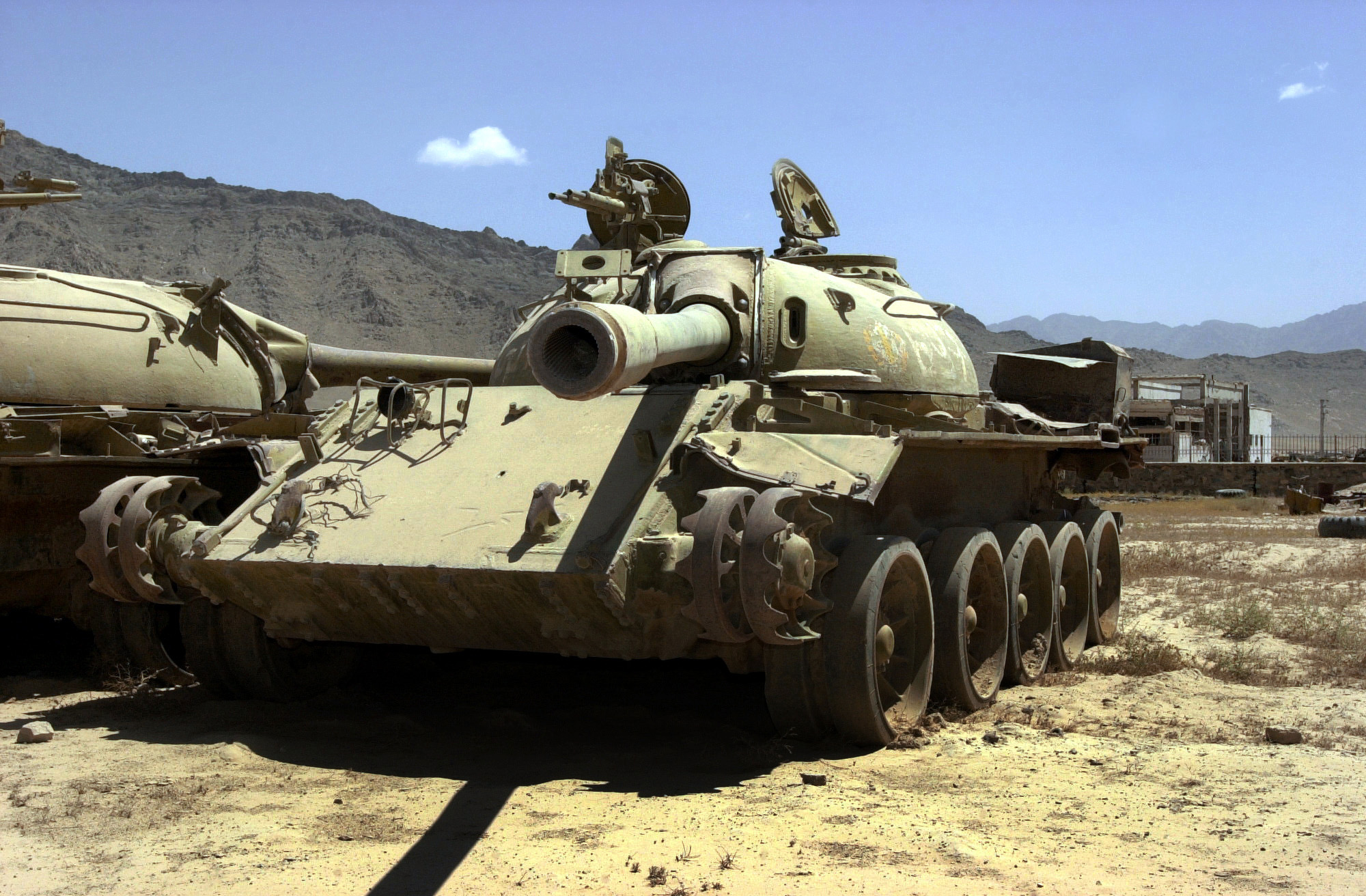
Sovětské tanky T-54A a T-55 rezavějící v blízkosti letecké základny Bagram, rok 2002

Letecká základna Bagram hrála klíčovou roli během sovětské okupace Afghánistánu v letech 1979 až 1989, kdy sloužila jako operační základna pro bojové jednotky a jejich zásobování. Bagram byl také výchozím bodem pro útočící sovětské jednotky během prvních dnů konfliktu, když na něm bylo vysazeno několik sovětských výsadkových divizí. Sovětské letouny umístěné na základně, včetně Su-25 z 368. útočného leteckého pluku, zajišťovaly blízkou palebnou podporu pro sovětské a jim věrné afghánské jednotky na zemi. Mezi některé jednotky pozemní armády umístěné na základně patřila 108. motostřelecká divize a 345. gardový letecký pluk 105. výsadkové divize.

### Občanská válka
Po ústupu a stažení sovětských vojsk domů a vzestupu moci mudžahedínů vypukla v Afghánistánu občanská válka. O kontrolu nad základnou probíhaly od roku 1999 boje mezi Severní aliancí a Talibanem, přičemž tito protivníci často kontrolovali opačné konce základny. Letiště bylo vždy v dosahu dělostřelectva a minometů Talibanu, což Severní alianci znemožňovalo úplné využití tohoto strategického zařízení.

### Rok 2001 až současnost

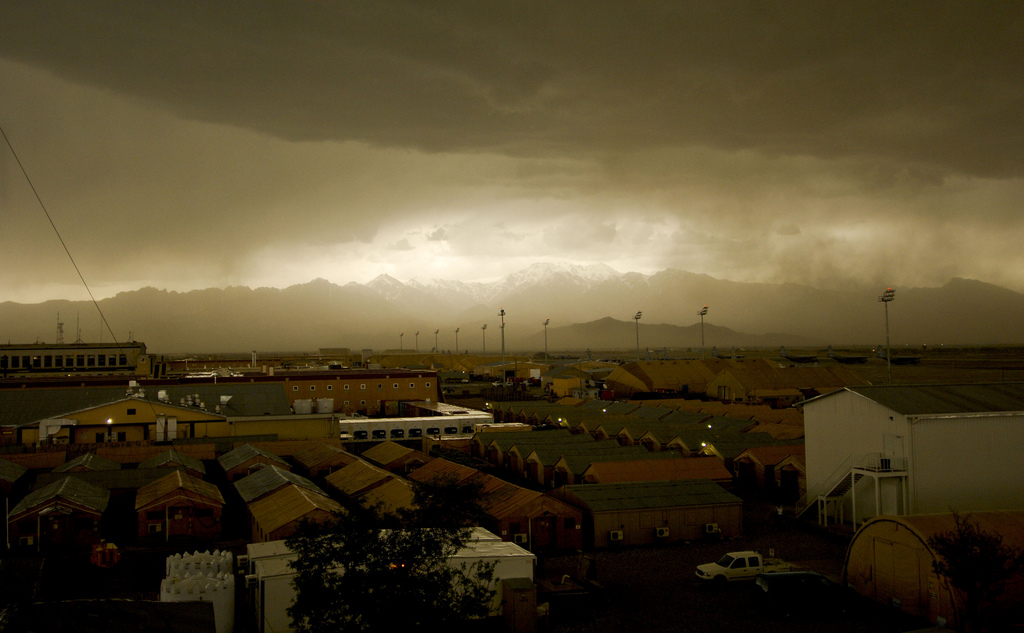
Bouře blížící se k letecké základně Bagram v dubnu 2009. Bouřky jsou v tomto období roku běžné a jelikož v jihovýchodním Afghánistánu neexistuje efektivní závlahový a protipovodňový systém, dokáží velmi rychle rozvodnit řeky a potoky a vyvolat záplavy

Během invaze do Afghánistánu v roce 2001 byla základna obsazena speciální jednotkou britské Royal Navy Special Boat Service.
Začátkem prosince 2001 sdílely základnu americké jednotky z 10. horské divize spolu s důstojníky ze Special Operations Command z letecké základny MacDill na Floridě a 82. výsadkové divize z Fort Bragg. Britské jednotky se skládaly z rot Bravo a Charlie ze 40. pluku královské námořní pěchoty. V polovině prosince 2001 zajišťovalo ochranu letecké základny přes 300 amerických vojáků, zejména z 10. horské divize. Hlídali obranný perimetr základny, hlavní bránu a čistili ranvej od výbušnin. Počátkem ledna 2002 narostl počet příslušníků 10. horské divize na 400 vojáků.
Koncem ledna 2002 bylo v Afghánistánu 4 000 amerických vojáků, z nichž bylo 3 000 umístěných na letišti v Kandaháru a 500 na letecké základně Bagram. Ranvej byla opravena americkým, italským a polským vojenským personálem. V polovině června 2002 bylo na základně umístěných již 7 000 vojáků americké armády a z jiných zemí. Bylo postaveno značné množství stanů, ve kterých byly tyto jednotky umístěny.
V listopadu 2003 začaly být tyto stany nahrazovány dřevěnými kasárnami, tzv. B-huts. Bylo jich postaveno několik stovek, s plány na vybudování až téměř 800 těchto přístřešků. Tyto dřevěné stavby nemají betonové základy, čili nejsou považovány za trvalé stavby, jen za vylepšení ubytovacích možností pro vojáky. Lépe je chrání před povětrnostními podmínkami - větrem, sněhem, pískem a chladem. V průměru poskytují přístřeší pro 8 lidí, stejně jako většina stanů.
V roce 2007 narostla základna do rozměrů menšího města, s dopravními zácpami a spoustou obchodů nabízejících zboží od oblečení po stravování. V červenci 2014 se poblíž základny odehrál sebevražedný útok, který zabil čtyři hlídkující české vojáky, pátý později svým zraněním podlehl v nemocnici. Smrt vojáků v roce 2014 byla impulsem pro založení Vojenského fondu solidarity.
Dne 6.7.2021 byly ze základny staženy americké jednotky.
Dne 15.8. 2021 byla základna obsazena Talibanem (citace).

## Galerie

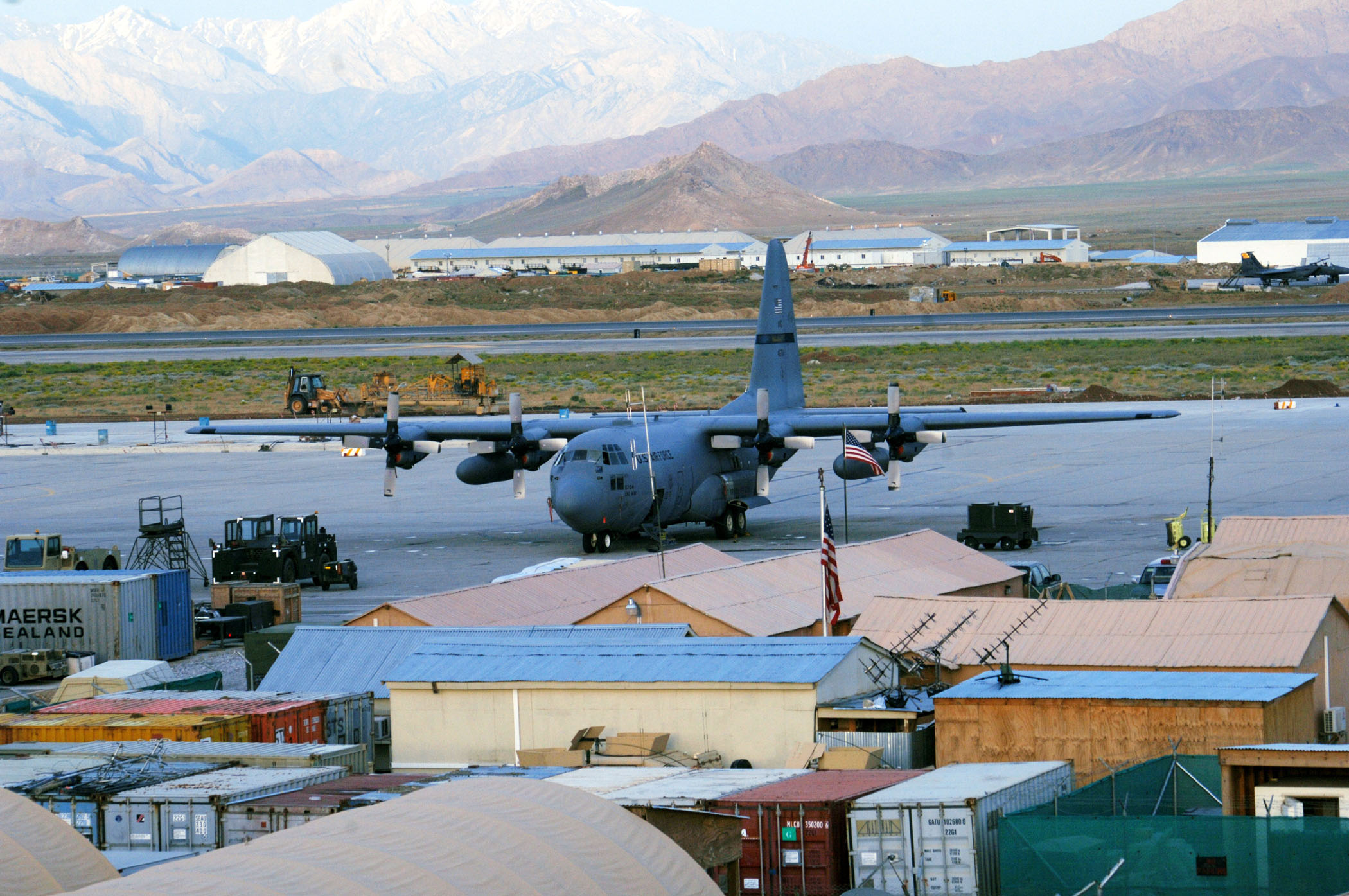
Letecká základna Bagram, pohled z kontrolní věže
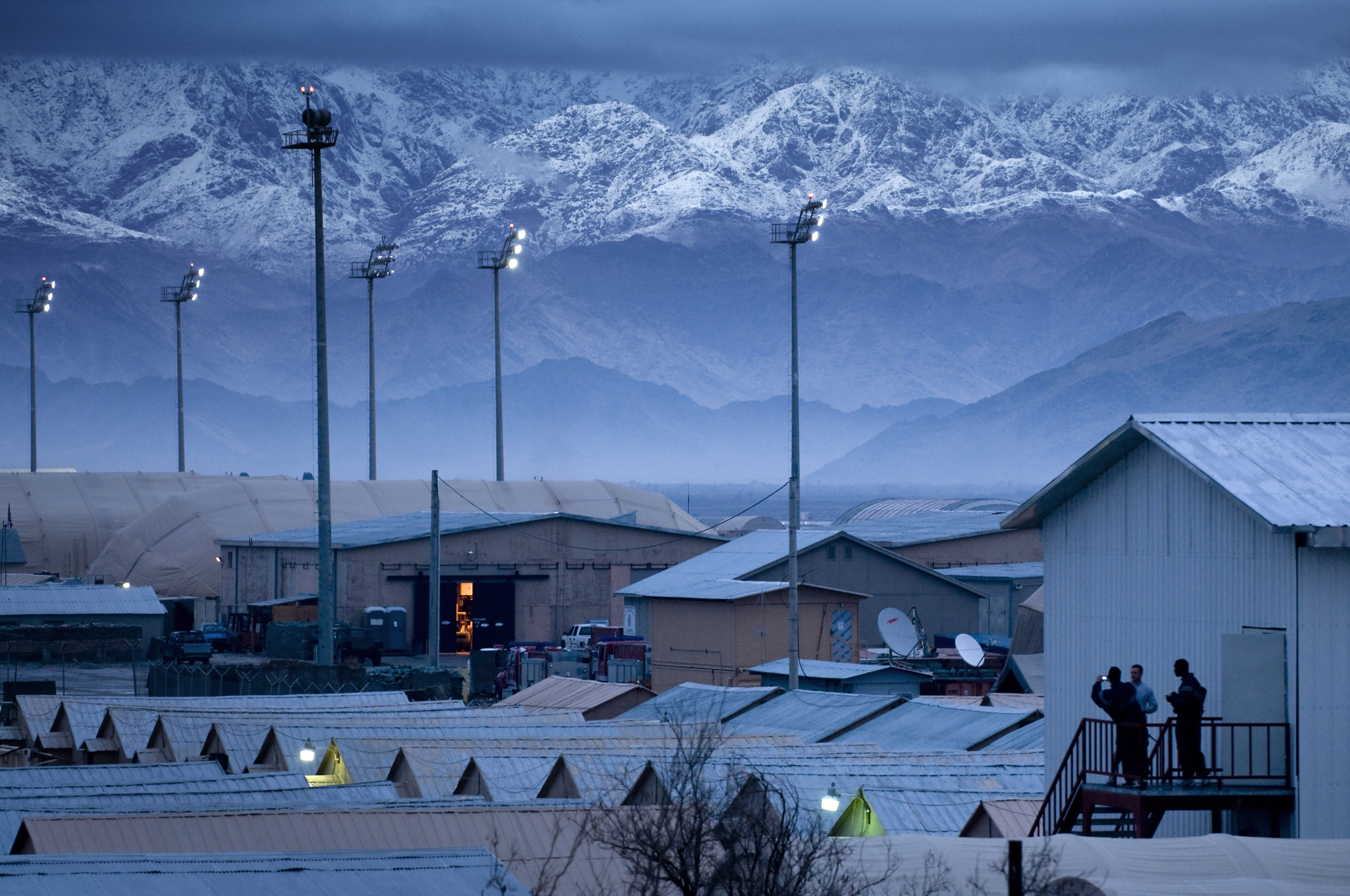
Letecká základna Bagram a hory, které ji obklopují
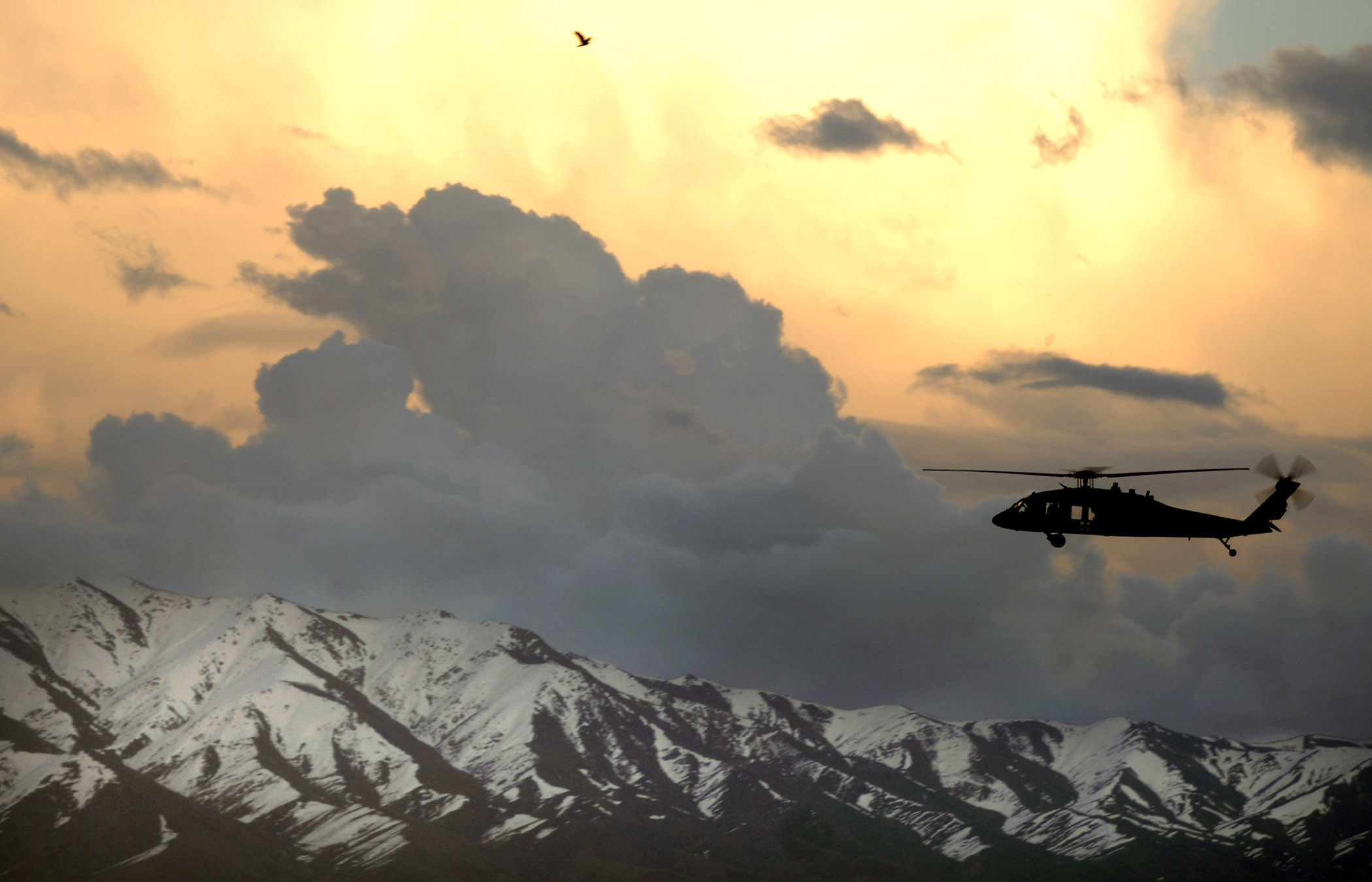
UH-60 Black Hawk v blízkosti základny
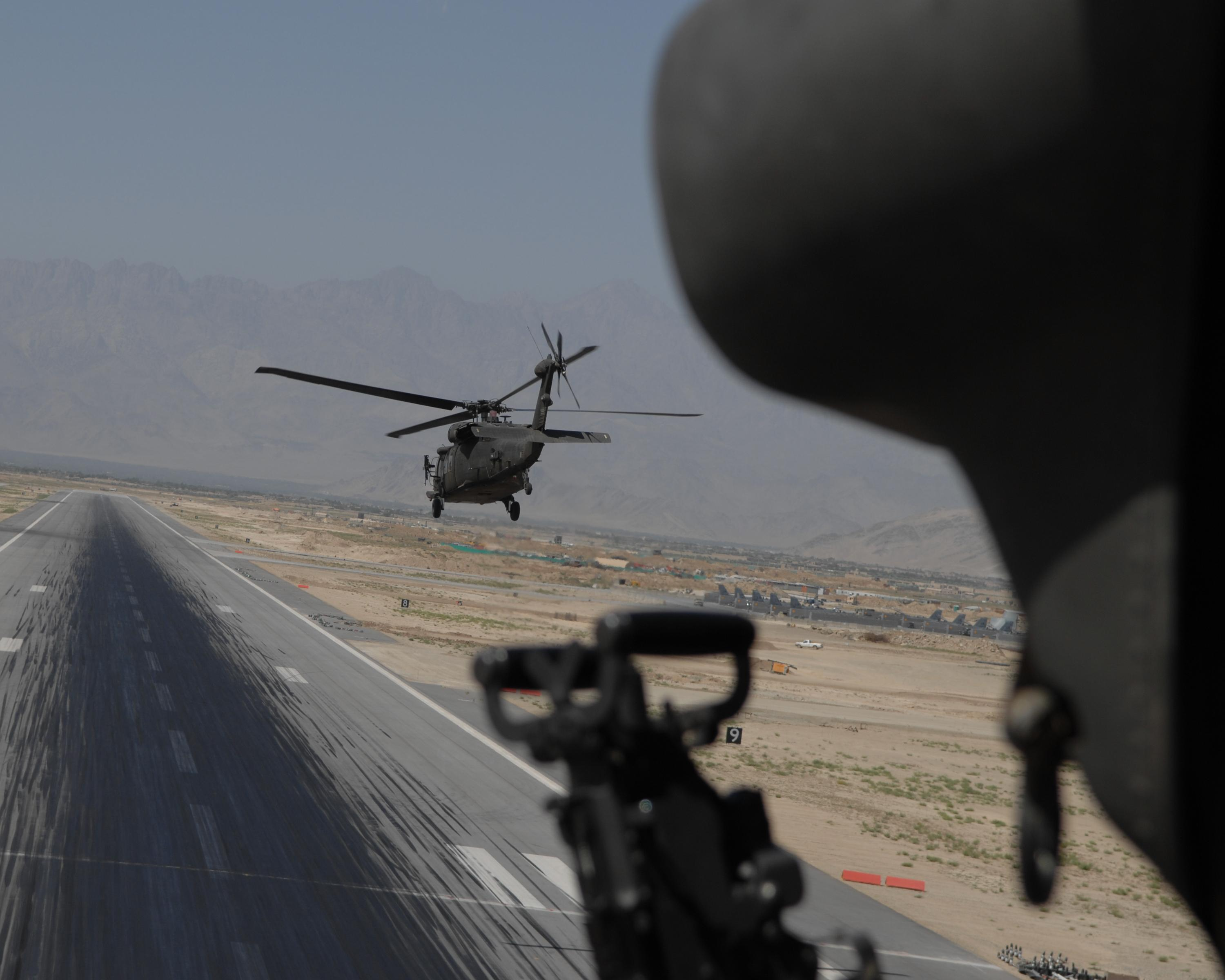
UH-60 Black Hawk po vzlétnutí ze vzletové a přistávací dráhy
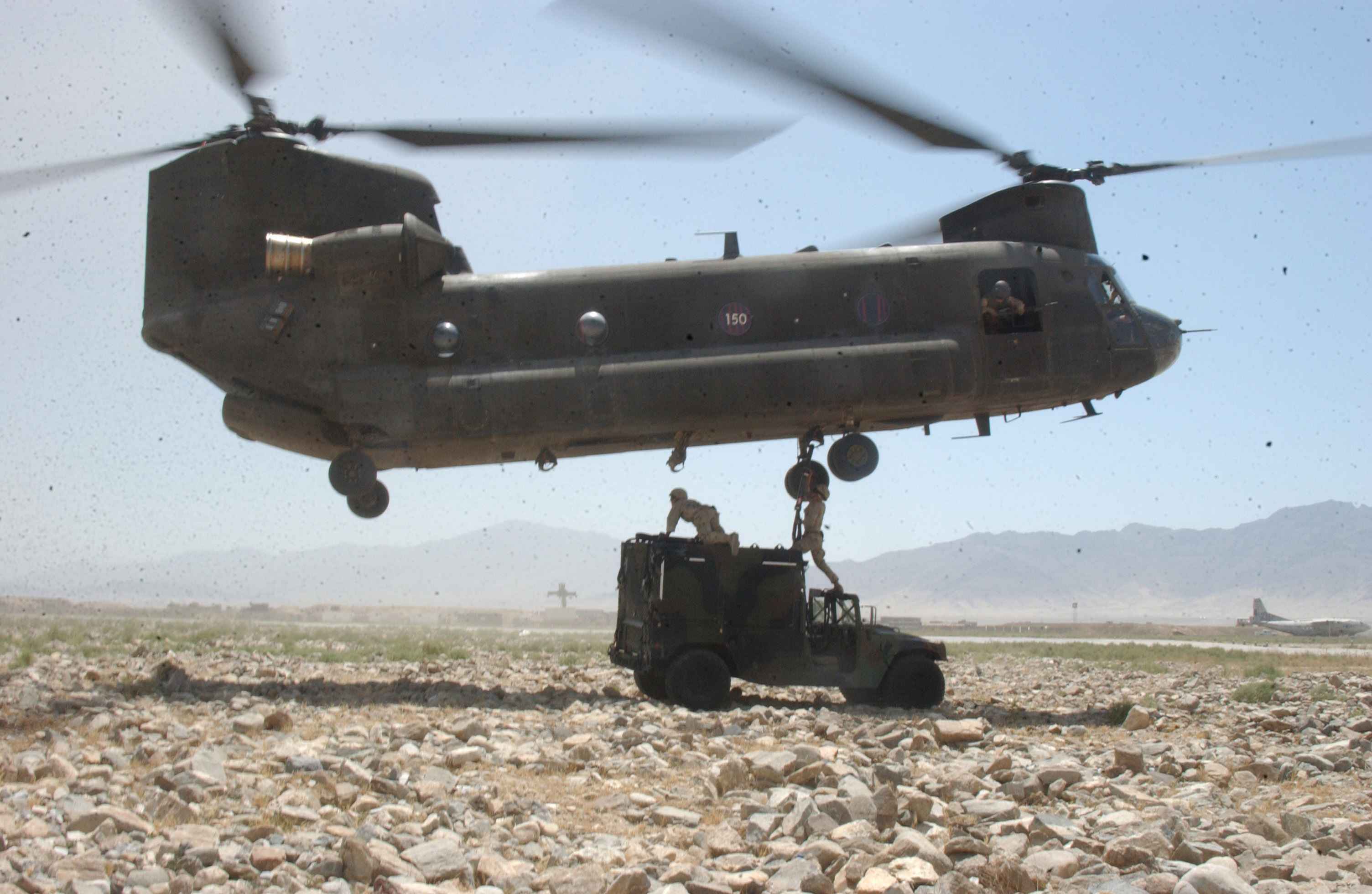
CH-47 Chinook při přípravě transportu vozidla Humvee
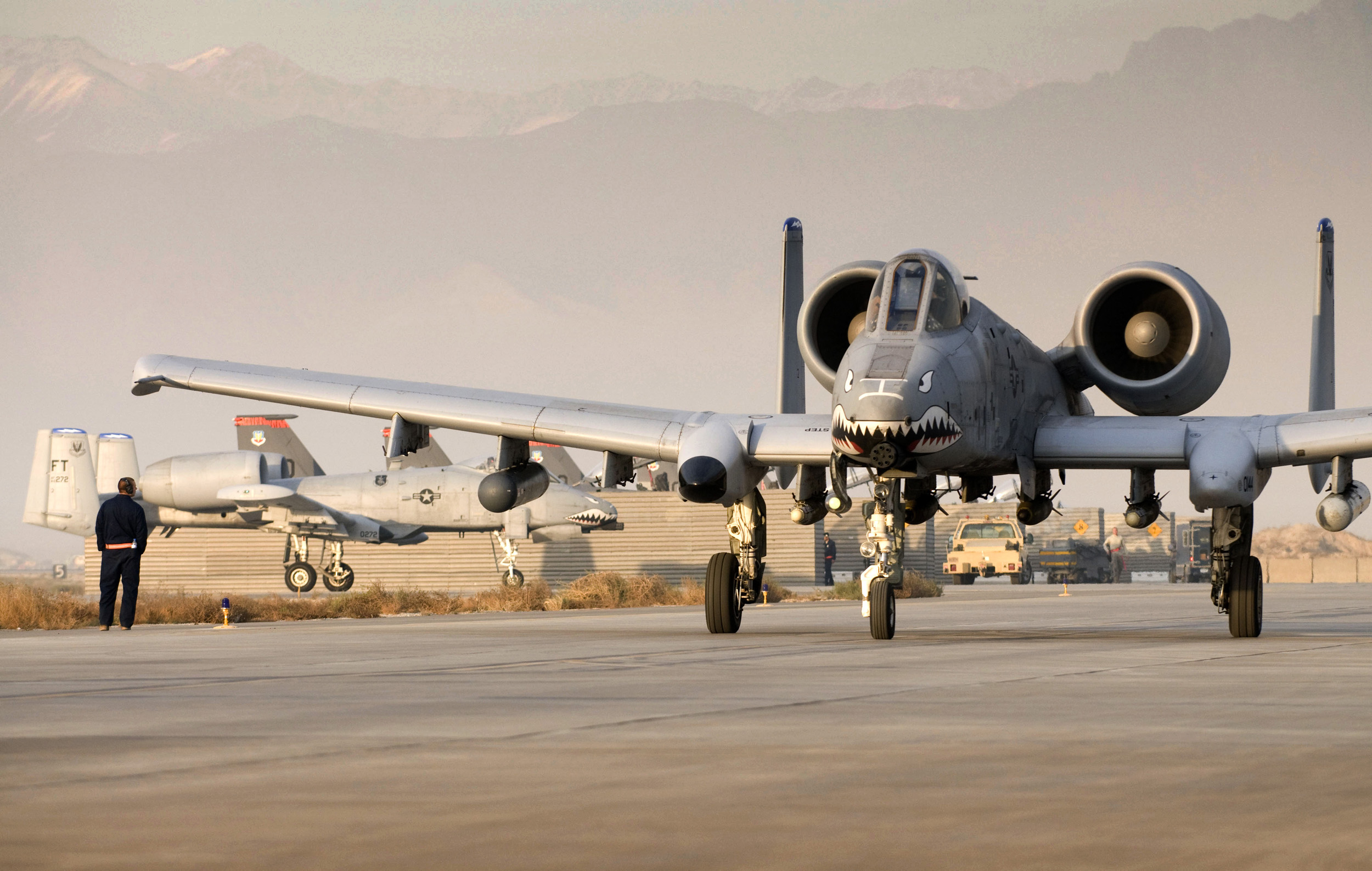
A-10 Thunderbolt II na vzletové a přistávací dráze
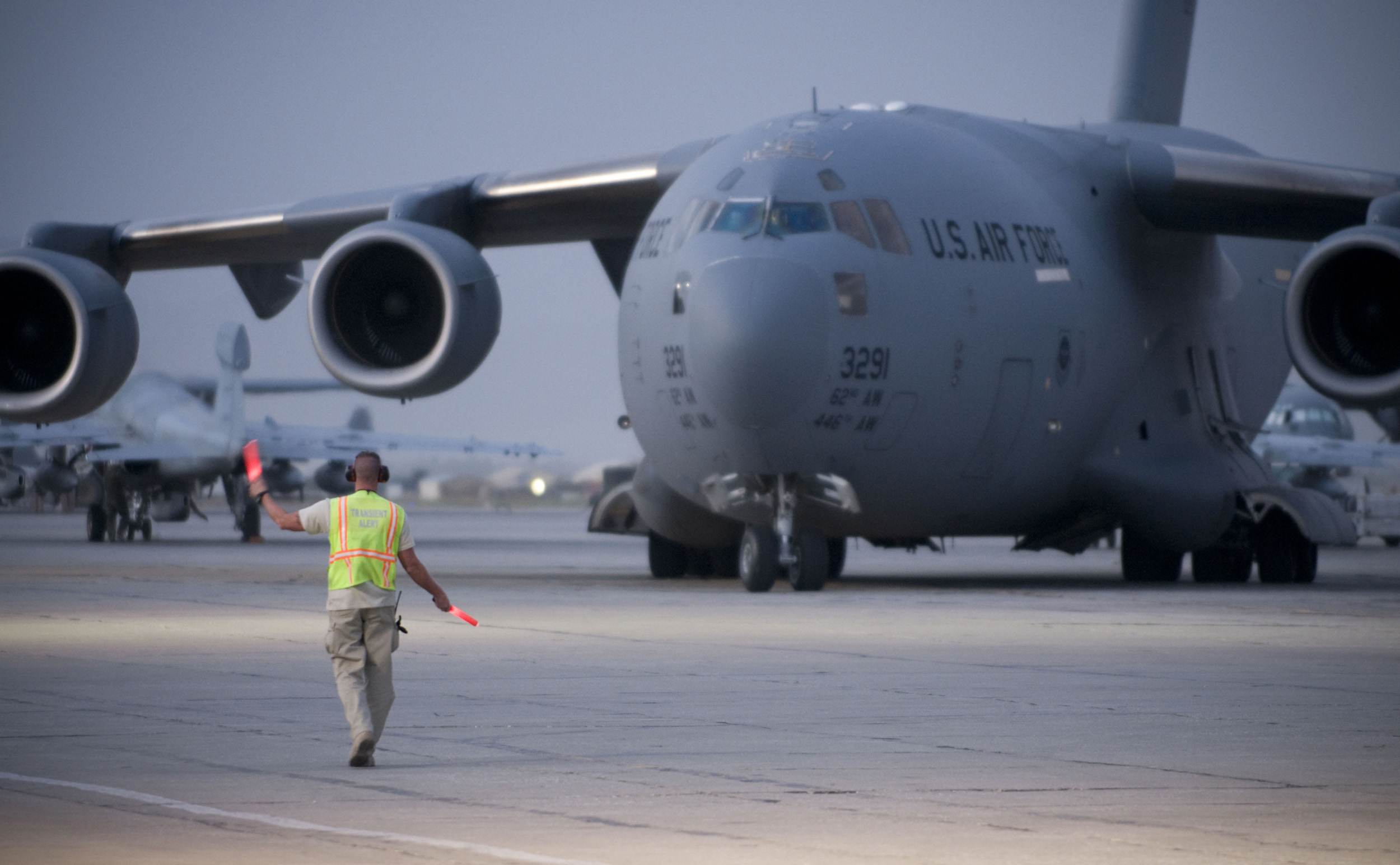
C-17 Globemaster III naváděný na vzletové a přistávací dráze
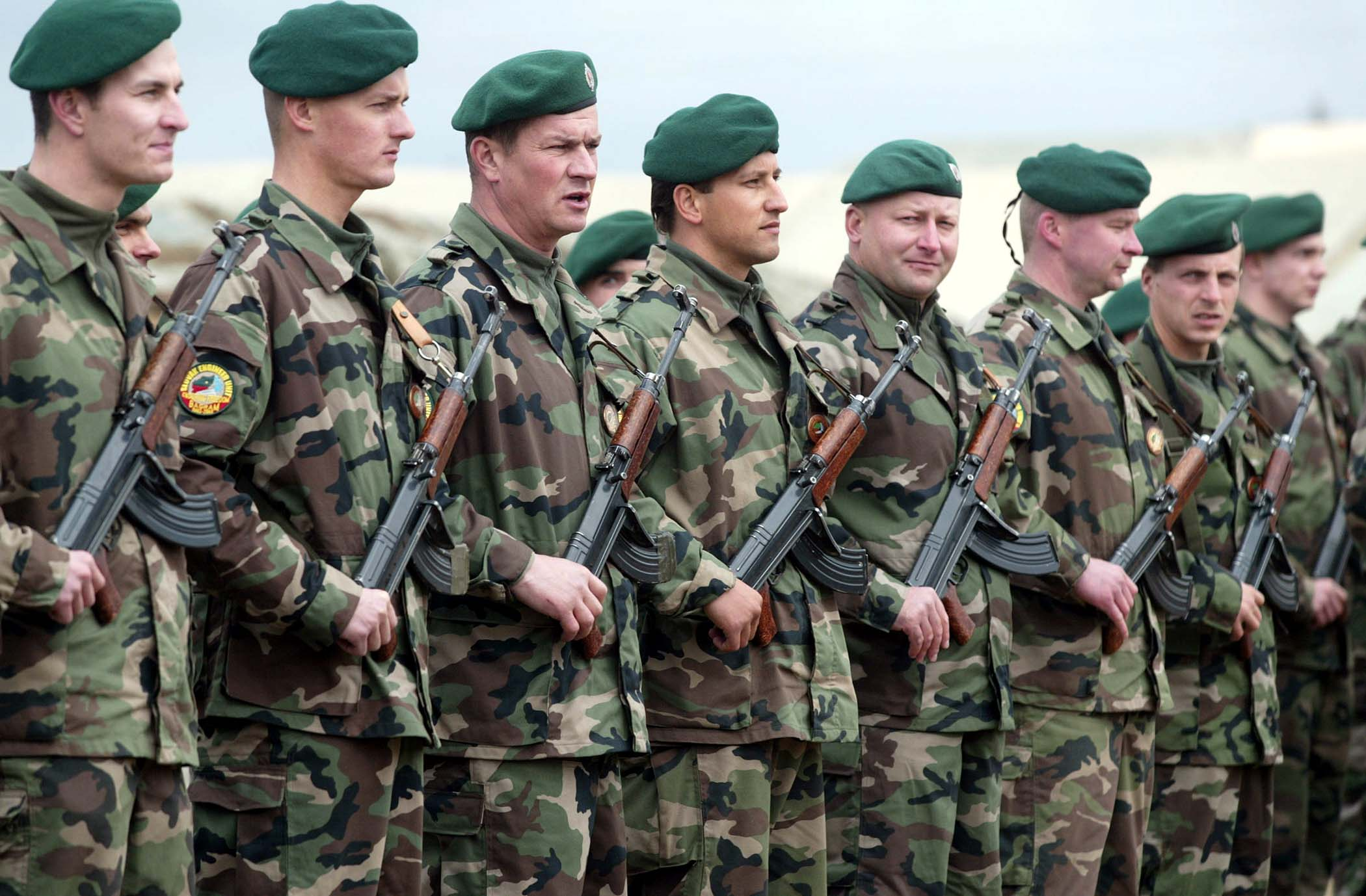
Slovenští vojáci na letecké základně Bagram, rok 2004